# Peter Kaluza
Peter Kaluza (* 11. Mai 1962 in Most, Tschechoslowakei) ist ein ehemaliger deutscher Eishockeyspieler, der unter anderem für den ECD Iserlohn in der Bundesliga aktiv war.

## Karriere
Peter Kaluza begann seine Karriere im Nachwuchs des ECD Iserlohn. In der Saison 1979/80 absolvierte er seine ersten Spiele für die Herrenmannschaft in der Bundesliga und blieb dem Verein nach dem Abstieg auch zwei Jahre in die 2. Bundesliga erhalten. In der Saison 1981/82 stieg er mit dem ECD wieder auf und verbrachte ein weiteres Jahr in der Bundesliga. Unter dem neuen Trainer Gerhard Kießling verlor er seinen Platz in der Mannschaft und wechselte zur Saison 1983/84 zum ERC Westfalen Dortmund in die Oberliga.
Anschließend verbrachte Kaluza vier Jahre beim Herner EV in der 2. Bundesliga, bis der Verein im Jahr 1988 Insolvenz anmelden musste. Er kehrte zum ERC Westfalen Dortmund zurück, der inzwischen ebenfalls Zweitligist war. Doch schon nach einer Saison musste auch dieser Verein den Spielbetrieb einstellen und der Verteidiger wechselte für drei Jahre zum EHC Unna, der von seinem ehemaligen ECD-Teamkollegen Gerhald Müll trainiert wurde. Nachdem er anschließend abermals für den Herner EV aufs Eis gegangen war, kam er zur Saison 1993/94 zu den Schalker Haien, wo er erneut auf Trainer Müll traf. Nach einem weiteren Jahr in Dortmund und Stationen in Hamm, Dorsten und ein zweites Mal in Gelsenkirchen beendete er im Jahr 1998 seine Karriere.

## Erfolge und Auszeichnungen
- 1982 Aufstieg in die Bundesliga mit dem ECD Iserlohn

## Karrierestatistik
(Legende zur Spielerstatistik: Sp oder GP = absolvierte Spiele; T oder G = erzielte Tore; V oder A = erzielte Assists; Pkt oder Pts = erzielte Scorerpunkte; SM oder PIM = erhaltene Strafminuten; +/− = Plus/Minus-Bilanz; PP = erzielte Überzahltore; SH = erzielte Unterzahltore; GW = erzielte Siegtore; 1 Play-downs/Relegation; Kursiv: Statistik nicht vollständig)